# Lacus Mortis

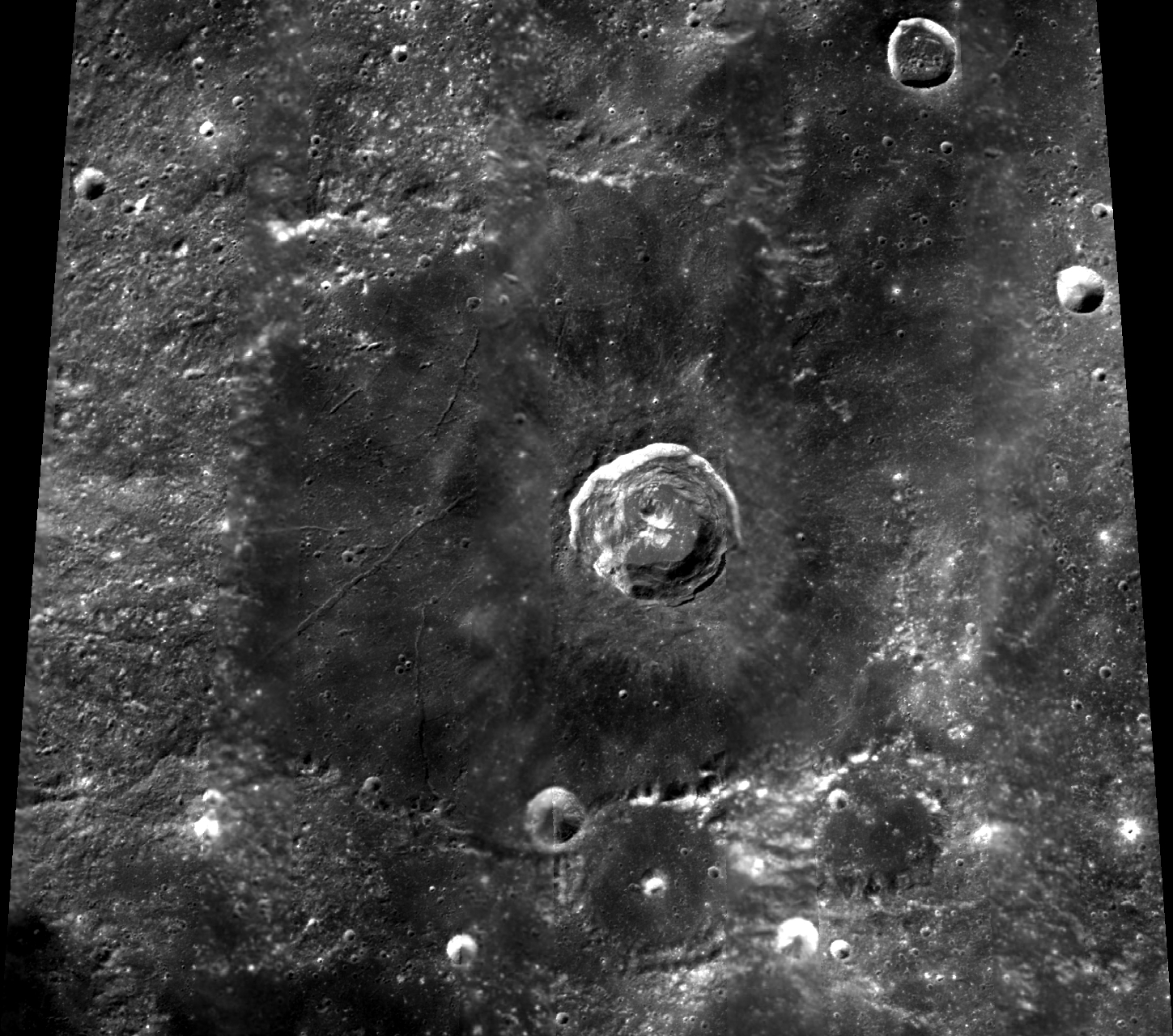
Lacus Mortis

Lacus Mortis (łac. Jezioro Śmierci) - to małe morze księżycowe. Jego współrzędne selenograficzne to ☾ 45,0°N 27,2°E/45,000000 27,200000, a średnica wynosi 151 km. Nazwa została zatwierdzona przez Międzynarodową Unię Astronomiczną w roku 1935.
Od północy położone jest Mare Frigoris, a od południa Lacus Somniorum.